# Zeeburg

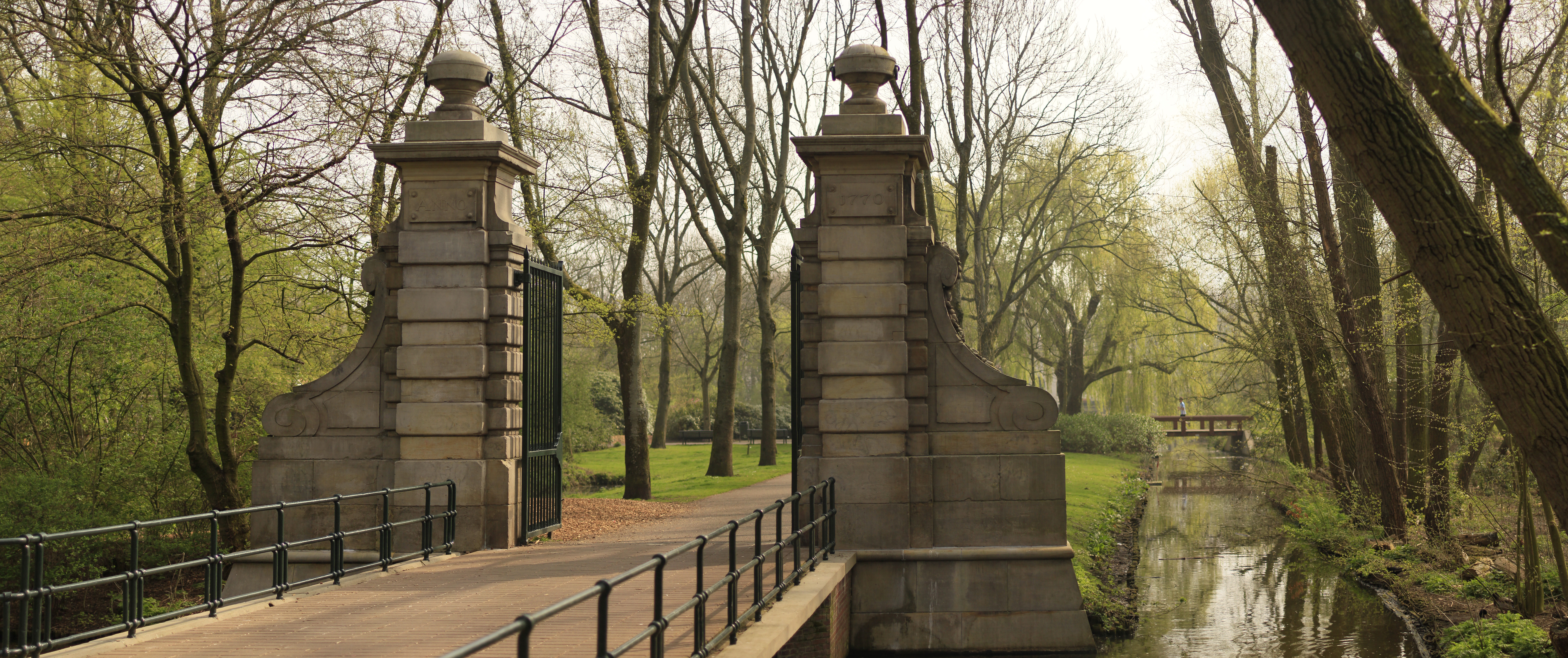
Ingången till Flevopark.

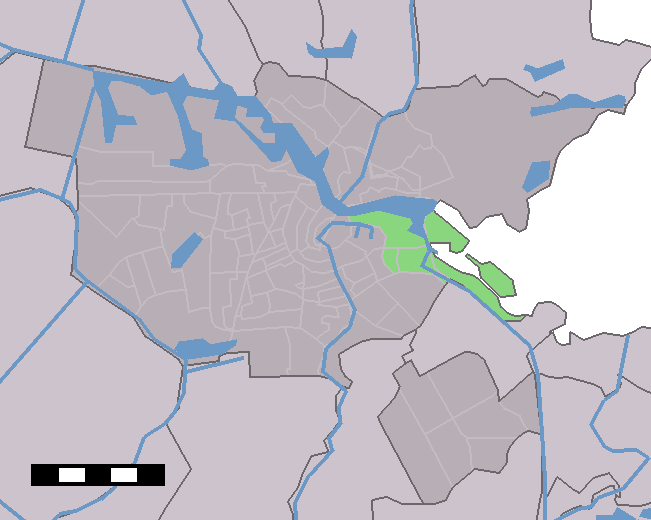
Läge i Amsterdams kommun.

Zeeburg var en administrativ stadsdel i den nederländska huvudstaden Amsterdam. Stadsdelen hade 2003 totalt 40 442 invånare och en total area på 19,31 km². Sedan maj 2010 ingår Zeeburg, tillsammans med Oost-Watergraafsmeer, i Amsterdam-Oost.